# The Children’s Channel
A The Children's Channel (más néven: TCC) egy brit televíziós gyermekcsatorna volt, mely az Egyesült Királyságban, és Írországban sugárzott, valamint elérhető volt Hollandiában is, holland hangsávval. A csatorna 1984. szeptember 1-én indult, és először 1998. április 3-án szűnt meg a sugárzás az Egyesült Királyságban.

## A kezdetek
A csatorna 1984-ben indult, és kizárólag kábeltelevíziós hálózatokon keresztül terjesztették az Egyesült Királyságban, és Európában, az akkor szinte még alig elterjedt műholdas antennák miatt. A csatornát a Starstream, British Telecom, DC Thomson, a Thames Television és a Thorn EMI terjesztette.
1987-ben ezt nyilatkozták a gyermekcsatornáról: A The Children Channel egy olyan műholdas szolgáltatás, mely a hét minden napján várja a gyerekeket. Az Egyesült Királyságban és az Észak-Európai kábelszolgáltatók rendelkezésére áll 1986. decemberétől. A csatorna számos különböző nyelvet, tudományt és különböző információkat kínál a gyermekeknek, valamint a legnépszerűbb műsorokat kínálja ezen túl, és arra ösztönzi a gyermekeket, hogy a család többi tagját is vonja be a tv nézésbe.
A csatorna a The Entertainment Networkkel együtt osztott frekvencián sugárzott, amikor 1986-ban műholdra került ahol reggel 5 és 10 között sugárzott. 1987. januárjában a Central Independent Television 22%-os részesedést szerzett a Startreamben, a FilmFair felvásárlást követő napokban, ami lehetővé tette a csatorna számára, hogy ú programokat indítson a csatornán. Ekkor indult el a Paddington Bear című Tv sorozat.
1989. márciusában a csatorna az Astra 1A műholdról kezdett sugározni 05:00-10:00 között, hétvégén pedig 05:00 és 12:00 óra között, közös frekvencián a Lifestyle életmód-csatornával. Amikor 1991-ben elindult az Astra 1B műhold, a csatorna 17:00-ig sugárzott időmegosztással a JSTV japán szolgáltatóval. 1990-ben a Flextech megszerezte részesedését a cégben, hogy hozzájusson az United Artist Cable Internationalhoz is. Egy éven belül az Egyesült Államok megvásárolna a csatornában lévő saját részesedését, hogy ő működtesse a csatornát. 1993. őszén a Flextecha TCI-vel folytatott megbeszélést az TCI európai programozási üzletág részvényekért cserébe, így a TCI 50% – 60%-os részesedést szerzett a Flextech csoportban. Az üzlet megkötése után a Flextech 50,1%.-ról 75%-ra növelte részesedését.

## Tulajdonosváltás
1992-ben a csatorna elindította esti blokkját, mely az idősebb gyermekek, és tinédzserek számára kínált műsorokat. A csatorna számos hazai gyártású műsort tűzött műsorára, úgy mint a CDQ  (compact disc kvíz), valamint a TVFN, és néhány amerikai import műsort, mint a Saved By The Bell. Napközben a csatorna The Children's Channel néven sugárzott, és a célcsoport továbbra is a fiatalabb gyerekek voltak. A 80-as évektől számos animációs sorozat is bemutatásra került a csatornán. A csatorna végül egész nap sugárzó csatorna lett.
A csatorna 1993-ban lecsökkentette sugárzását, így az akkor indult The Family Channellel osztott frekvencián sugárzott. A csatorna a Sky Multichannel részeként sugárzott, majd két évvel később elindult a Tiny TCC kisgyermekeknek és óvodásoknak szóló program.
1995. júniusáig a Flextech megszerezte a The Children's Channel még fennmaradó 25,1% részesedését 15 millió fontért.
1996 nyarán a Flextech tárgyalásokat folytatott a Fox / News Corporation céggel, hogy eladja a csatorna 50%.-át, azonban a tárgyalások rendkívül hosszadalmasak voltak. A csatorna tulajdonosai igyekeztek másik befektetési forrás után nézni, de úgy döntöttek, hogy műsoraikban inkább a tinédzser és fiatal nézőkre fekteti a hangsúlyt. 1997. február 3-án pedig olyan programokat indítottak, melyek minden korosztályt célzó műsorok voltak. 1998. április 3-án 17 órakor a csatorna sugárzása váratlanul megszűnt. A csatorna skandináv változata a TCC Nordic még két évig sugárzott, azonban ezt a csatornát is megszüntették.